# VER Selb
Der VER Selb (Verein für Eis- und Rollsport) ist ein Eishockey-Verein aus Selb. Die Mannschaft ist auch unter dem Namen Selber Wölfe bekannt. Nach einer Erstgründung im Jahre 1953 wechselten sich Höhen (2. Bundesliga) und Tiefen (mehrere Neugründungen) ab.

## Vereinsgeschichte

### Die Zeit bis 2004

#### Die Anfänge
Kurz nach dem Zweiten Weltkrieg betrieb der Selber Tennisclub TC Selb im Winter den Eishockey- und Kunstlaufbetrieb. Mit dem Namen „VER Selb e.V.“ wurde am 7. Januar 1953 ein weiterer Eishockeyverein gegründet. Vorerst diente die Pfaffenleithe als Eisfläche, das benötigte Wasser für die Eisbereitung lieferte der Selbbach.
Bald reifte der Plan, eine vereinseigene Eis- und Rollsportanlage zu errichten. Als Ort wählte man einen ehemaligen Granitsteinbruch auf der Dürrloh (im Selber Ortsteil Vorwerk). Die ersten Sprengschüsse fielen im Dezember 1955, und knapp drei Jahre später war es endlich soweit: Am 6. September 1958 zogen die Vereinsmitglieder in einem Festzug von der Pfaffenleithe zum neuen VER-Platz. Das neue Freiluftstadion bot Platz für knapp 3.000 Zuschauer. Während der Saison 1961/62 beendete der Tennisclub Selb seine Aktivitäten im Eishockeysport, sodass in der Folge nur noch der VER aktiv war.
Nach der Meisterschaft in der Regionalliga stieg der VER 1973 in die Oberliga auf, und sieben Jahre später war der Verein erstmals in der zweiten Bundesliga angelangt. Aus dem Selber Nachwuchs stießen damals immer wieder talentierte Spieler in den Kader. Eines der hoffnungsvollsten Eigengewächse verließ jedoch 1975 den Verein, ohne ein einziges Spiel für die erste Mannschaft absolviert zu haben: Peter Schiller wechselte zum Kölner EC, mit dem er viermal Deutscher Meister wurde.

#### Bau des Selber Eisstadions

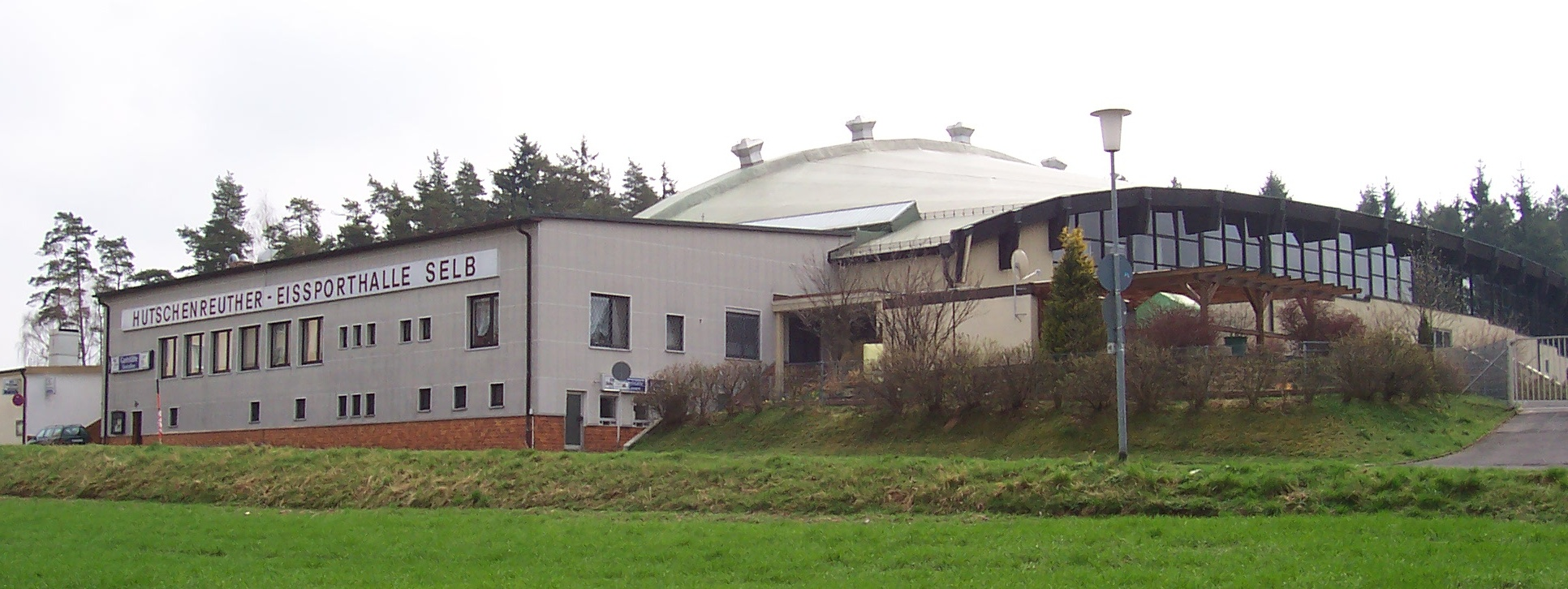
Netzsch-Arena im Jahr 2005

Im Jahr 1977 begann der VER, unterstützt vom Staat, mit dem Bau einer überdachten Spielstätte. Doch während der Bauarbeiten geriet der Verein in eine finanzielle Krise. Innerhalb eines Jahres verstarben drei bedeutende Gönner, was dem VER beinahe das Genick brach. Doch die Stadt Selb sprang notgedrungen ein, sodass die vereinseigene Halle noch vor der Fertigstellung zur städtischen Halle umgewandelt wurde. Immerhin blieb die Eisfläche im Besitz des Vereins, der die Arena, deren Bau insgesamt sieben Millionen DM gekostet hatte, weiterhin selbst verwaltete.

#### Selb in der zweiten Bundesliga

VERE Selb (1983–1987)

Einige Jahre konnten sich die von Tim Dunlop und Tapio Rautalammi angeführten Selber noch über Wasser halten, doch im Januar 1983 musste der VER Konkurs anmelden, nachdem auch der Verkauf des jungen Topstürmers Manfred Ahne zum Sportbund Rosenheim nichts mehr hatte retten können. Der Verein, der damals Anschluss an die Zweitligaspitze hielt und Woche für Woche knapp 4.000 Zuschauer anlockte, rückte zurück in die Oberliga.
Der Nachfolgeklub VERE schaffte aber sogleich den Wiederaufstieg. Weiterhin setzten dort Legionäre aus Kanada die Akzente, zunächst Rick Laycock und Don Langlois, 1985/86 waren es dann Arthur Rutland, der sogar kurzfristig als Spielertrainer einsprang, und Tony Buturac. Neben den Legionären hatten bis dahin nur waschechte Selber im Team gestanden, die bekanntesten von ihnen waren Jörg Hanft, Udo Döhler, Eric Priller und die Plattner-Brüder.
1986 rückte der Verein erstmals von seiner Linie ab: Mit aller Macht wollte der VERE nun in die Aufstiegsrunde zur Eishockey-Bundesliga und nebenbei den Bayreuther Erzrivalen als Nummer eins in Nordbayern ablösen. Acht neue Spieler wurden verpflichtet, darunter mit James MacRae auch ein Ersatz für den in die Heimat zurückgekehrten Buturac. Doch schon Ende 1986 musste der hoffnungslos überschuldete VERE die ersten Stars abgeben, der Ausverkauf setzte sich auch im Frühjahr weiter fort, und wie für die Kollegen aus Augsburg, Kempten und Sonthofen stand am Ende der Saison das Aus.

#### Der ERC Selb wird geboren
Im Juni 1987 wurde ein neuer Klub ERC Selb gegründet. Die Franken starteten in der Landesliga, stiegen von Jahr zu Jahr auf und erreichten 1992 mit dem erfahrenen Coach Mike Daski wieder die Oberliga. In der Qualifikation war nach einer Verletzungsmisere Rick Hindmarch eingesprungen, der mit einem All-Star-Team zufällig in der Gegend war. Im Aufstiegsjahr wusste neben dem tschechischen Torjäger Milan Razym vor allem Kapitän Jochen Hördler zu gefallen, der 1991 vom PEV Weißwasser zu den Franken gestoßen war. In der folgenden Saison schaffte der ERC zwar den Klassenerhalt, doch der Schuldenstand lag schon wieder knapp unter der Millionengrenze und ein weiteres Mal drohte der Exitus.

#### Neuausrichtung unter Klaus Grünling
Freiwillig zog sich der ERC dann in die Regionalliga zurück. Der neue Präsident Klaus Grünling stellte ein Sanierungskonzept auf, und innerhalb eines Jahres gelang tatsächlich eine finanzielle Gesundung. Dazu wurde im letzten Jahr auch sportlich fast alles erreicht, was zu erreichen war: Unter der Regie von Karl-Heinz Guggemos wurde der ERC 1994 bayerischer, süddeutscher und auch deutscher Regionalligameister.
Um auch in der ersten Liga bestehen zu können, wurde das nun in Hellgrün-Violett auftretende Team u. a. durch die jungen Kanadier Mark Armstrong und Daniel Gardner sowie Jason Hall ergänzt. Zu dieser Zeit hatte sich der ERC Selb auch einen neuen Beinamen zugelegt, der für einen im Fichtelgebirge beheimateten Verein naheliegt: Die "Selber Wölfe" wollen die Tugenden des mittlerweile fast ausgestorbenen Raubtieres (Kampfkraft, Engagement und gemeinsame Jagd) auf dem Eis verinnerlichen und alsdann in zählbare Erfolge umsetzen.

#### Die letzten "Zuckungen" des ERC Selb
Im Jahre 2002 zog sich Klaus Grünling aus der Vereinsarbeit zurück. Jochen Becker übernahm das Vorstandsamt. In dieser Zeit häuften sich die Schulden, und nur mit einem Kraftakt wie dem Sammeln von Spendengeldern konnte man die Insolvenz abwenden. Im Jahre 2004 kam das bittere Ende, welches sich schon im Jahre 2002 ankündigte: Die Insolvenz konnte angesichts von 250.000 Euro Schulden nicht abgewendet werden.

### Die Zeit ab 2004
Der VER Selb e.V. wurde am 17. Mai 2004 gegründet und ist damit mittlerweile der vierte Selber Eishockeyverein in Folge. Vom Namen her ist er identisch mit dem allerersten Verein, der 1953 gegründet worden war.
In der Saison 2004/05 wurde der VER Meister in der Bayerischen Bezirksliga Nord und gewann auch den Bezirksligameisterpokal, der unter allen vier Bezirksligameistern ausgespielt wurde. Insbesondere der außerordentlich hohe Zuschauerzuspruch (durchschnittlich mehr als 1300 Zuschauer in der untersten Liga), auch bei Auswärtsfahrten, zeigt die langjährige Selber Eishockeytradition. Ein Saisonhighlight war das Derby mit dem Nachbarverein EC Erkersreuth im Rahmen des Bayernkrug-Pokals.
In der Saison 2005/06 erreichte der VER als dritter und in der Saison 2006/07 als Sieger der Landesliga Nord die Qualifikationsrunden zur Bayernliga. Im Gegensatz zur Saison 2005/06 gelang 2006/07 dort die Qualifikation für die Meisterschaftsplayoffs, wo in den Spielen um Platz 3 der EV Pfronten besiegt wurde. Nach dem gewonnenen Pokal-Endspiel gegen den EV Lindau konnte der Bayernkrug erstmals nach Selb geholt werden. Im Juni 2007 bekam man die Nachricht vom Bayerischen Eissportverband (BEV), dass man als Nachrücker an der Bayerischen Eishockey-Liga in der Saison 2007/08 teilnehmen konnte.
In der Saison 2008/09 nahm neben der ersten Seniorenmannschaft in der Bayerischen Eishockeyliga eine zweite Seniorenmannschaft an der sechstklassigen Bezirksliga Bayern teil, die zur Saison 2009/10 in die fünftklassige Landesliga Bayern nachrückte und dort den Klassenerhalt erreichte.
Als Vizemeister der Bayernliga in der Saison 2009/10 bekamen die Wölfe das Aufstiegsrecht in die Oberliga Süd zugesprochen. Diese Option wurde vom Verein gezogen, so dass man seit der Spielzeit 2010/11 wieder drittklassig antritt. In der Saison 2010/2011 belegte der VER den neunten Platz und musste in den Playdowns gegen den EV Landsberg antreten. Die Saison wurde positiv mit dem Klassenerhalt beendet.
Im Sommer 2010 konnte der VER Selb mit der Autowelt König, die schon vorher ein wichtiger Sponsor war, einen neuen Hallensponsoren an Land ziehen. Somit bekam die Hutschenreuther-Eissporthalle den neuen Namen „Autowelt-König Arena“.
Die Saison 2011/12 war eine überragende Saison. Mit der neuen ersten Angriffsreihe Piwowarcyk-Mudryk-Geisberger, die die Plätze 1, 2 und 4 der Topscorerliste der Oberliga Süd belegten, erreichte der VER in der Vorrunde den vierten Platz, gewann die erste Play-off-Serie gegen Deggendorf mit 3:1 Spielen und zog damit in die bundesweiten Play-offs ein. In diesen mussten sich die stark ersatzgeschwächten Selber Wölfe mit 1:3 Spielen gegen den EHC Dortmund geschlagen geben.
Mit Beginn der Saison 2012/13 sicherte sich der VER Selb die Dienste des finnischen Torwarts Marko Suvelo. In der Hauptrunde belegten die Wölfe Platz 2. In den liga-internen Play-offs setzte sich der VER Selb gegen den EV Füssen in der Serie best of seven mit 4:1 durch. Anschließend gewannen die Wölfe das Viertelfinale gegen den EV Duisburg in der Serie "best of five" mit 3:2. Im Halbfinale verlor der VER Selb gegen den EC Bad Nauheim in der Serie "best of five" mit 2:3 Spielen.
Nach dem Konkurs der Autowelt König wurde die Arena im Juli 2013 in „Netzsch-Arena“ umgetauft.
2021 schaffte der VER Selb als Oberligameister den sportlichen Aufstieg in die DEL2 und erhielt im Juli 2021 die DEL2-Lizenz. Nach dem DEL2-Klassenerhalt wurde im April 2022 der Betrieb der Profimannschaft in die Selber Wölfe GmbH ausgelagert, um den Stammverein und deren Mannschaften zu schützen.

### Erfolge
| - Aufstieg in die 1. Eishockey-Liga 1994 - Aufstieg in die 2. Bundesliga 1980, 1984 - Aufstieg in die DEL2 2021 - Deutscher Oberliga-Meister 2021 - Deutscher Oberliga-Vizemeister 1980, 1984 - Meister Oberliga–Süd 1980, 1984, 2014, 2021 - Aufstieg in die Oberliga 1973, 1992, 2010 - Deutscher Regionalliga-Meister (3. Liga) 1973 - Meister Regionalliga Süd (3. Liga) 1972 - Aufstieg in die Regionalliga (3. Liga) 1967 - Deutscher Regionalliga-Meister 1994 - Aufstieg in die Regionalliga (3. Liga) 1971 | - Aufstieg in die Regionalliga 1989, 2007 - Bayerischer Vizemeister (4. Liga) 1965, 1967, 2010 - Nordbayerischer Meister (4. Liga) 1967 - Aufstieg in die Bayernliga 1988 - Bayernkrug Pokalsieger 2007 - Bayerischer Landesliga-Meister 1971, 1988 - Meister Bayerische Landesliga Nord 1967, 1971, 1988, 2007 - Aufstieg in die Bayerische Landesliga (4. Liga) 1962 - Bayerischer Kreisliga-Meister 1962 - Aufstieg in die Bayerische Kreisliga (4. Liga) 1958 - Meister Bezirksklasse Bayern (4. Liga) 1958 - Bayerischer Bezirksliga-Meister 2005 |

### Spielklassen-Zugehörigkeit
| Saison  | Liga                | Spielklasse | Vereinsname  | Platz     | Zuschauer Ø | Bemerkung |
| ------- | ------------------- | ----------- | ------------ | --------- | ----------- | --- |
| 1955/56 | Bezirksklasse       | I V.        | VER          | 3.        |             | Einstieg in den Spielbetrieb |
| 1956/57 | Bezirksklasse       | I V.        | VER          |           |             | |
| 1957/58 | Bezirksklasse       | I V.        | VER          | 1.        |             | Aufstieg in die Kreisliga |
| 1958/59 | Kreisliga           | I V.        | VER          | 4.        |             | |
| 1959/60 | Kreisliga           | I V.        | VER          |           |             | |
| 1960/61 | Kreisliga           | I V.        | VER          |           |             | |
| 1961/62 | Kreisliga           | V.          | VER          | 1.        |             | Aufstieg in die Landesliga |
| 1962/63 | Landesliga          | I V.        | VER          | 4.        |             | |
| 1963/64 | Landesliga          | I V.        | VER          | 3.        |             | |
| 1964/65 | Landesliga          | I V.        | VER          | 2.        |             | |
| 1965/66 | Landesliga          | I V.        | VER          | 4.        |             | |
| 1966/67 | Landesliga          | I V.        | VER          | 1.        |             | Bayerischer Vizemeister, Aufstieg in die Regionalliga |
| 1967/68 | Regionalliga        | I I I.      | VER          | 6.        |             | |
| 1968/69 | Regionalliga        | I I I.      | VER          | 6.        |             | |
| 1969/70 | Regionalliga        | I I I.      | VER          | 2.        |             | Abstieg in die Landesliga |
| 1970/71 | Landesliga          | V.          | VER          | 1.        |             | Überspringt als Bayerischer LL-Meister die BYL und steigt direkt in die drittklassige Regionalliga auf. |
| 1971/72 | Regionalliga        | I I I.      | VER          | 1.        |             | Meister Regionalliga/Süd Verzicht auf Aufstieg in die Oberliga |
| 1972/73 | Regionalliga        | I I I.      | VER          | 1.        |             | Meister + Aufstieg in die Oberliga |
| 1973/74 | Oberliga            | I I I.      | VER          | 7.        |             | |
| 1974/75 | Oberliga            | I I I.      | VER          | 5.        |             | |
| 1975/76 | Oberliga            | I I I.      | VER          | 12.       |             | sportlicher Abstieg, Klassenerhalt durch Fusion von Münchner EV und EHC 70 München |
| 1976/77 | Oberliga            | I I I.      | VER          | 11.       |             | sportlicher Abstieg, Klassenerhalt durch Aufstiegsverzicht des SC Reichersbeuern |
| 1977/78 | Oberliga            | I I I.      | VER          | 6.        |             | |
| 1978/79 | Oberliga            | I I I.      | VER          | 7.        |             | |
| 1979/80 | Oberliga            | I I I.      | VER          | 1.        |             | Aufstieg in die 2. Bundesliga |
| 1980/81 | 2. Bundesliga       | I I.        | VER          | 6.        |             | |
| 1981/82 | 2. Bundesliga       | I I.        | VER          | 4.        |             | Konkurs des VER Selb, weiterhin Teilnahme am Spielbetrieb durch den neugegründeten VERE Selb |
| 1982/83 | 2. Bundesliga       | I I.        | VERE         | 10.       |             | Gründung des VERE Selb am 20. Dezember 1983, Abstieg in die Oberliga |
| 1983/84 | Oberliga            | I I I.      | VERE         | 1.        |             | Aufstieg in die 2. Bundesliga |
| 1984/85 | 2. Bundesliga       | I I.        | VERE         | 6.        |             | |
| 1985/86 | 2. Bundesliga       | I I.        | VERE         | 7.        |             | |
| 1986/87 | 2. Bundesliga       | I I.        | VERE         | 6.        |             | Konkurs des VERE Selb |
| 1987/88 | Landesliga          | V I.        | ERC          | 1.        |             | Gründung des ERC Selb am 24. Mai 1987, Aufstieg in die Bayernliga |
| 1988/89 | Bayernliga          | V.          | ERC          | 4.        |             | Aufstieg in die Regionalliga |
| 1989/90 | Regionalliga        | I V.        | ERC          | 4.        |             | |
| 1990/91 | Regionalliga        | I V.        | ERC          | 6.        |             | |
| 1991/92 | Regionalliga        | I V.        | ERC          | 2.        |             | Aufstieg in die Oberliga |
| 1992/93 | Oberliga            | I I I.      | ERC          | 16.       |             | Abstieg in die Regionalliga |
| 1993/94 | Regionalliga        | I V.        | ERC          | 1.        |             | Aufstieg in die neu eingeführte zweitklassige 1. Liga Süd |
| 1994/95 | 1. Liga Süd         | I I.        | ERC          | 13.       |             | |
| 1995/96 | Hacker-Pschorr-Liga | I I.        | ERC          | 4.        |             | |
| 1996/97 | Hacker-Pschorr-Liga | I I.        | ERC          | 6.        | 1.812       | |
| 1997/98 | Hacker-Pschorr-Liga | I I.        | ERC          | 5.        | 1.597       | |
| 1998/99 | 1. Liga Süd         | I I I.      | ERC          | 5.        | 1.832       | 1. Liga Süd wird durch Einführung der zweitklassigen Bundesliga drittklassig |
| 1999/00 | Oberliga            | I I I.      | ERC          | 10.       | 1.507       | Die wieder eingeführte Oberliga löst die 1. Liga Süd als drittklassig Liga ab. |
| 2000/01 | Oberliga            | I I I.      | ERC          | 4.        | 1.906       | |
| 2001/02 | Oberliga            | I I I.      | ERC          | 6.        | 1.333       | |
| 2002/03 | Oberliga            | I I I.      | ERC          | 10. Platz | 1.238       | |
| 2003/04 | Oberliga            | I I I.      | ERC          | 8.        | 1.321       | Insolvenz des ERC Selb |
| 2004/05 | Bezirksliga         | V I.        | VER          | 1.        | 1.271       | Gründung des VER Selb am 17. Mai 2004, Aufstieg in die Landesliga |
| 2005/06 | Landesliga          | V.          | VER          | 3.        | 1.259       | |
| 2006/07 | Landesliga          | V.          | VER          | 1.        | 1.429       | Aufstieg in die Bayernliga |
| 2007/08 | Bayernliga          | I V.        | VER          | 13.       | 1.187       | |
| 2008/09 | Bayernliga          | I V.        | VER          | 7.        | 1.335       | |
| 2009/10 | Bayernliga          | I V.        | VER          | 2.        | 1.854       | Bayerischer Vizemeister, Aufstieg in die Oberliga Süd |
| 2010/11 | Oberliga Süd        | I I I.      | VER          | 9.        | 1.419       | Playdowns gegen den EV Landsberg (VER gewinnt Serie mit 3:1) |
| 2011/12 | Oberliga Süd        | I I I.      | VER          | 4.        | 1.556       | Playoff-Viertelfinale gegen EHC Dortmund (VER verliert Serie mit 1:3) |
| 2012/13 | Oberliga Süd        | I I I.      | VER          | 2.        | 1.622       | Playoff-Halbfinale gegen den EC Bad Nauheim (VER verliert Serie mit 2:3) |
| 2013/14 | Oberliga Süd        | I I I.      | VER          | 1.        | 2.043       | Play-off-Halbfinale gegen die Erding Gladiators (VER gewinnt Serie mit 4:0), Play-off-Finale gegen den EHC Bayreuth (VER gewinnt Serie mit 3:0), 6. und damit letzter Platz in der Qualifikationsrunde zur DEL 2 |
| 2014/15 | Oberliga Süd        | I I I.      | VER          | 2.        | 1.813       | Ausscheidungs-Playoffs der Oberliga-Süd gegen den EHC Klostersee (VER gewinnt Serie mit 4:1), Play-off-Viertelfinale gegen den EV Regensburg (VER verliert Serie mit 2:3)                                        |
| 2015/16 | Oberliga Süd        | I I I.      | VER          | 5.        | 1.799       | Ausgeschieden in der 1. Playoff-Runde gegen den EV Landshut mit 0:3 (4:1, 3:1 und 7:3) |
| 2016/17 | Oberliga Süd        | I I I.      | VER          | 2.        | 1.839       | Im Aufstiegs-Playoff mit 1:3 gegen Tilburg Trappers im Viertelfinale ausgeschieden |
| 2017/18 | Oberliga Süd        | I I I.      | VER          | 3.        | 1.782       | Im Halbfinale gegen Deggendorf ausgeschieden |
| 2018/19 | Oberliga Süd        | I I I.      | VER          | 6.        | 1.521       | Im Viertelfinale gegen Tilburg Trappers mit 0:3 ausgeschieden |
| 2019/20 | Oberliga Süd        | I I I.      | VER          | 8.        | 1.552       | Die Playoffs fanden wegen Coronavirus-Epidemie nicht statt. |
| 2020/21 | Oberliga Süd        | I I I.      | VER          | 2.        | –           | Meister OL-Süd, Deutscher Oberliga-Meister und DEL2-Aufsteiger |
| 2021/22 | DEL2                | I I.        | VER          | 14.       | 589         | Klassenerhalt |
| 2022/23 | DEL2                | I I.        | Selber Wölfe | 13.       | 1.820       | Klassenerhalt |
| 2023/24 | DEL2                | I I.        | Selber Wölfe | 12.       | 2.231       | Klassenerhalt in der 2. PD-Runde gegen die Bietigheim Steelers nach 4:1 Siegen. |
| 2024/25 | DEL2                | I I.        | Selber Wölfe | 14.       | 2.480       | Abstieg in der 2. PD-Runde gegen den EV Regensburg nach 0:4 Niederlagen. |

## Bekannte Spieler
- Peter Schiller
- Manfred Ahne
- Jörg Hanft
- Udo Döhler
- Frank Hördler
- Florian Ondruschka
- Denis Reul

### Auswärtige Spieler
| Name                   | Lebensdaten                            | Nationalität     | Saison                  | Bemerkung |
| ---------------------- | -------------------------------------- | ---------------- | ----------------------- | --- |
| Buturac „Tony“ Antonio |                                        |                  | 1985/86                 | |
| Josef Augusta          | * 24. November 1946 † 16. Februar 2017 | Tschechoslowakei | 1981/82                 | Nationalspieler für die Tschechoslowakei                                                                                       |
| Elvis Bešlagič         | * 4. Juli 1973 † 24. April 2013        | Slowenien        | 2001/02–2002/03         | Slowenischer Nationalspieler                                                                                                   |
| Morris Crozier         |                                        |                  | 1977/78–1978/79         | |
| Paul Dixon             | * 9. Juni 1951                         |                  | 1979/80–1980/81         | |
| Jaroslav Hauer         | * 5. Mai 1962 † 27. Dezember 1998      | Tschechien       | 1995/96 1997/98–1998/99 | Der Selber Publikumsliebling starb in Straubing während eines Eishockey-Spiels. Er litt unter einem übergroßen Sportlerherzen. |
| Jochen Hördler         |                                        | Deutschland      | 1995/96 2002/03         | Nationalspieler DDR |
| William „Bill“ Horton  | * 14. September 1955                   | Kanada           | 1978/79–1980/81         | |
| Marian Hurtík          | * 23. Februar 1951                     | Tschechoslowakei | 1980/81–1981/82         | |
| Miroslav Ihnačák       | * 19. Februar 1962                     | Slowakei         | 1995/96–1997/98         | 55 NHL-Spiele für Toronto Maple Leafs 1 NHL-Spiel für Detroit Red Wings                                                        |
| Jiři Jonak             | * 20. August 1963                      | Tschechien       | 1999/2000–2002/03       | Nationalspieler für die Tschechoslowakei                                                                                       |
| Jiří Lála              | * 21. August 1959                      | Tschechien       | 1997/98–1999/2000       | Nationalspieler für die Tschechoslowakei                                                                                       |
| Fred Ledlin            | * 27. April 1963                       |                  | 2000/01                 | |
| James „Jim“ MacRae     | * 19. April 1958                       |                  |                         | |
| Jani Niininen          | * 26. Juni 1974 † August 2025          | Finnland         | 1996/97–1999/2000       | |
| Juris Opulskis         |                                        | Lettland         | 1999/2000               | |
| Nelson Pyatt           | * 9. September 1953                    | Kanada           | 1980/81–1981/82         | 14 NHL-Spiele für Detroit Red Wings 93 NHL-Spiele für Washington Capitals 189 NHL-Spiele für Colorado Rockies                  |
| Tapio Rautalammi       | * 12. Mai 1944                         | Finnland         | 1978/79                 | |
| Milan Razym            | * 12. Oktober 1961                     |                  |                         | |
| Arthur „Art“ Rutland   | * 13. Mai 1960                         |                  |                         | |
| Corey Spring           | * 31. Mai 1971                         | Kanada           | 2003/04                 | 16 NHL-Spiele für Tampa Bay Lightning                                                                                          |
| Pete Vandemark         | * 8. Februar 1956                      |                  | 1983/84                 | |
| Sergei Jaschin         | * 6. März 1962                         | Russland         |                         | Nationalspieler Sowjetunion |

## Weitere Mannschaften
Unter dem Dach des VER
- nimmt im Amateurbereich die zweite Mannschaft – VER Selb 1b – an der – fünftklassigen – Landesliga Bayern teil und
- nehmen im Nachwuchsbereich in allen Altersklassen Mannschaften am Spielbetrieb in Bayern teil.